# اقتصاد ساو باولو

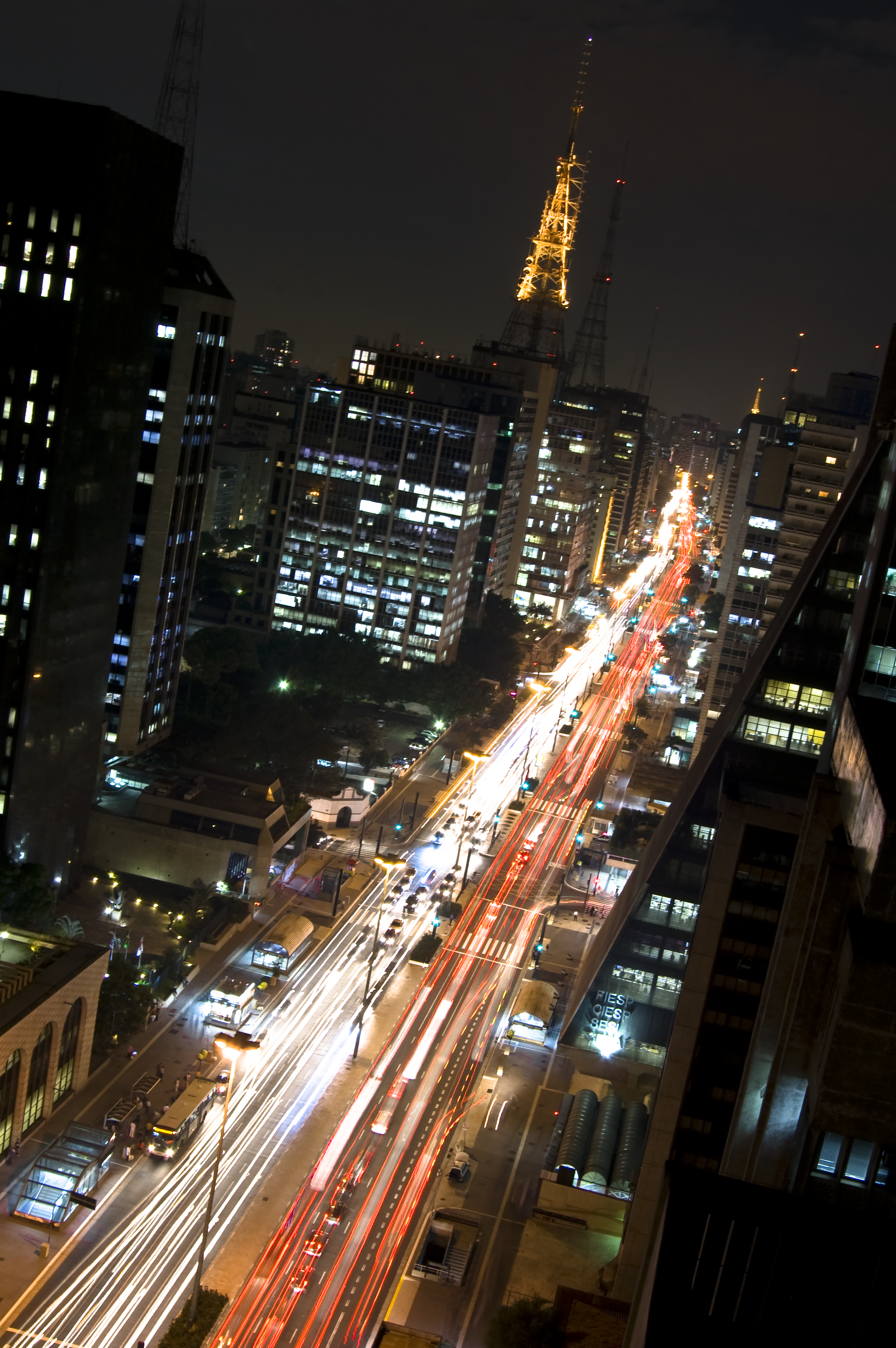
شارع باوليستا هو المركز المالي الدولي للمدينة.

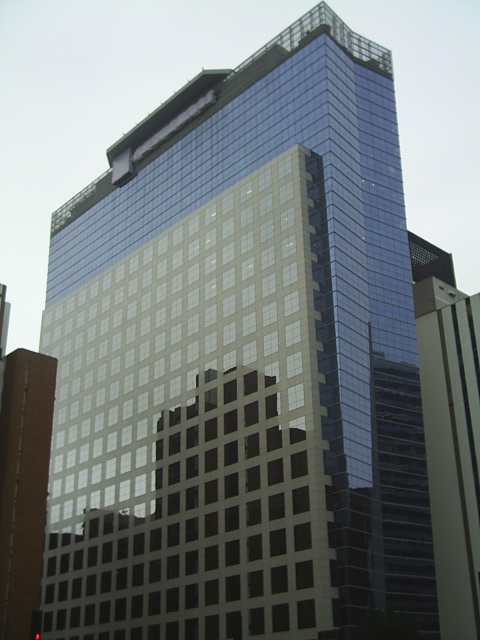
المقر الرئيسي لشركة بتروبراس في ساو باولو.

اقتصاد ساو باولو ساو باولو هي واحدة من أكبر المدن في العالم اقتصاديًا، ومن المتوقع أن تكون سادس أكبر مدينة في عام 2025. وفقًا لبيانات فوكوميرشو/إس بي بلغ الناتج المحلي الإجمالي في عام 2017 ما قيمته 699.28 مليار ريال برازيلي.
المدينة أكبر مركز مالي في البرازيل وأحد أكبر المراكز المالية في العالم، يمر اقتصاد ساو باولو بتحول عميق. كانت مدينة ذات طابع صناعي قوي، وأصبح اقتصاد ساو باولو يعتمد بشكل متزايد على قطاع الخدمات، مع التركيز على الخدمات والأعمال في البلاد. تعد المدينة أيضًا فريدة من نوعها بين المدن البرازيلية لعدد كبير من الشركات الأجنبية. يشير العديد من المحللين إلى ساو باولو كمدينة عالمية مهمة، على الرغم من إمكانية انتقاد هذه المهمة نظرًا لمشاكلها الخطيرة المتمثلة في الإقصاء الاجتماعي والفصل المكاني. على الرغم من كونها أهم مركز مالي في البلاد، إلا أن ساو باولو تقدم أيضًا درجة عالية من السمة غير الرسمية في اقتصادها.
ساو باولو هي المركز التجاري لاقتصاد ميركوسور. تشتهر بأنها مدينة سياحة الأعمال، وتستقطب أكبر وأهم الأحداث الدولية اليوم، سواء كانت في المجالات الاقتصادية أو الثقافية أو العلمية أو الرياضية. يقام أكثر من 200 حدث في اليوم، ويقدم أكثر من 250 ألف متر مربع من المساحة في الأجنحة ومناطق المؤتمرات والمعارض. هذا دون الأخذ بعين الاعتبار توفير المساحات داخل الفنادق والتي تضيف 70 ألف متر مربع أخرى مناسبة لإقامة الفعاليات. وفقًا لـ الرابطة الدولية للاجتماعات والمؤتمرات التي تصنف أكبر مراكز الأحداث في العالم، تعد ساو باولو الوجهة الأكثر أهمية للأحداث الدولية في الأمريكتين. تعد ساو باولو أيضًا من بين أفضل 20 وجهة للأحداث في العالم وتركت وراءها وجهات مثل مدريد وسيدني وأثينا وفانكوفر. بإضافة مساحة في النوادي الليلية والمناطق الثقافية والتجارية والنوادي وغيرها من البدائل لهذه الأرقام، تفتخر ساو باولو بحوالي 430،000 متر مربع لإقامة أي نوع من الأحداث.
لا يزال هناك توريد ما يقرب من 30.000 شقة من مختلف الفئات، وهو رقم سينمو بشكل كبير في العامين المقبلين، ومن المتوقع أن يصل إلى 50.000 شقة في عام 2003، لتلبية احتياجات أولئك الذين يبحثون عن خيارات أكثر فخامة من السلاسل الكبيرة، إلى أبسط و المزيد من الخيارات الاقتصادية. تجدر الإشارة إلى أنه من بين مناطق الجذب السياحي يبرز ما يلي: فن الطهو والثقافة، مع أكثر من 12.000 مطعم في أكثر من 40 مطبخًا عالميًا مختلفًا، بالإضافة إلى 70 متحفًا وأكثر من 200 دار سينما وحوالي 50 مسرحًا ومعارض فنية ومركزًا ثقافيًا، تتمتع ساو باولو بواحدة من أكثر الليالي حيوية في العالم.
إذا كانت مدينة ساو باولو دولة، فإن اقتصادها سيكون رقم 47 في العالم أكبر من مصر والكويت على سبيل المثال، وبنفس حجم المجر أو نيوزيلندا أو إسرائيل. سيكون اقتصاد مدينة ساو باولو أيضًا أكبر من 22 ولاية أمريكية ، مثل هاواي ونيوهامبشاير.
في عام 2005 جمعت مدينة ساو باولو 90 مليار ريال برازيلي من الضرائب، وبلغت ميزانية المدينة 15 مليار ريال برازيلي، تظهر هذه الأرقام أن ساو باولو تساهم في إعادة توزيع الثروة. المدينة لديها 1.500 فرع مصرفي. يوجد بها 70 مركز تسوق. من بين جميع الشركات الدولية التي لها أعمال تجارية في البرازيل 63٪ لها مكاتب رئيسية في ساو باولو.
مدينة متصلة دائمًا في طليعة أعظم الحركات الثقافية التي غيرت السلوك والعادات البرازيلية. في التعليم العالي تعد جامعة ساو باولو من بين أفضل 100 جامعة عامة في العالم، ومؤخراً في النشر السنوي لصحيفة ذا تايمز البريطانية صنفت كأول جامعة في أمريكا الجنوبية. هناك أيضًا مجموعة واسعة من الدورات القصيرة والمحاضرات والندوات والمناقشات الأدبية والعديد من الجامعات والمراكز الثقافية التي تدرس من الحرف اليدوية إلى التكنولوجيا.
بورصة ساو باولو هي بورصة الأوراق المالية والسندات الرسمية في البرازيل. تعد السوق أكبر بورصة في أمريكا اللاتينية وثالث أكبر بورصة في العالم. في البورصة يتم تداول 6 مليارات ريال برازيلي (3.5 مليار دولار أمريكي) يوميًا. إذا كانت ساو باولو الكبرى دولة فستكون الدولة الثالثة والثلاثين من أغنى دولة في العالم (في الناتج المحلي الإجمالي الاسمي)، متقدمة على الإمارات العربية المتحدة وهونغ كونغ على سبيل المثال، والمركز الثامن والعشرين من الدولة الغنية قبل بلجيكا وفنزويلا (في الناتج المحلي الإجمالي). ساو باولو هي أفضل مدينة لممارسة الأعمال التجارية في أمريكا اللاتينية. يرجع النمو الكبير في الناتج المحلي الإجمالي لساو باولو إلى الإمكانات الاقتصادية الكبيرة للمدينة وتقدير الريال البرازيلي مقابل الدولار الأمريكي. كان نصيب الفرد من الناتج المحلي الإجمالي للمدينة 57.759 ريال برازيلي (2017). وفقًا لشركة برايس ووتر هاوس كوبرز يبلغ النمو الاقتصادي السنوي للمدينة 4.2 ٪.

## الصناعة

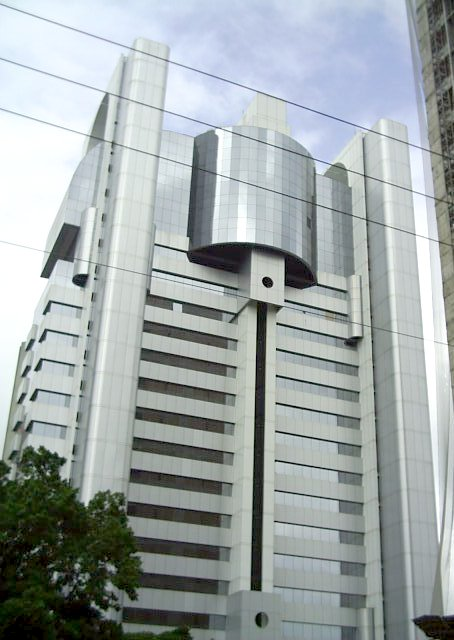
المقر الرئيسي لشركة ساب إيه جي في ساو باولو

أدت التنمية الصناعية التي بدأت في أواخر القرن التاسع عشر لكنها تكثفت بعد الحرب العالمية الثانية إلى تحويل مدينة ساو باولو إلى المركز الصناعي الأول في أمريكا اللاتينية. لقد تجاوزت المدينة مكانتها باعتبارها "شيكاغو أمريكا الجنوبية"، لأنها تلعب في الواقع دورًا أكبر في التجارة والصناعة البرازيلية أكثر من أي مدينة واحدة في الولايات المتحدة. قيمة إنتاجها الصناعي هي الأكبر بكثير من أي مدينة برازيلية. تنتج صناعاتها الرائدة المنسوجات والأجهزة الميكانيكية والكهربائية والأثاث والمواد الغذائية والمنتجات الكيماوية والصيدلانية. مصانع المعادن الثقيلة الموجودة في توباتي القريبة، ومصافي النفط والمصانع الكيماوية في كوباتاو، ومصانع تصنيع السيارات ومعدات النقل والآلات الزراعية في سانتو أندري تقدم مساهمات كبيرة في الإنتاج. تتزايد صناعات الكمبيوتر وتصنيع الأجهزة الكهربائية، وكذلك مكونات السيارات. توفر عدة آلاف من مؤسسات التصنيع في ساو باولو فرص عمل لأكثر من عُشر السكان.

## التمويل والخدمات الأخرى
تم تطوير التجارة بالجملة والتجزئة بشكل جيد وتنتشر في جميع أنحاء المدينة حسب المناطق وفقًا للتخصص، على سبيل المثال منطقة الملابس بالجملة في بوم ريتيرو وبراس. تتركز البنوك في تريانغلو المركزية وكذلك على طول شارع باوليستا، ولكنها تحتفظ بفروع في كل منطقة تقريبًا. كما تمثل جميع البنوك البرازيلية باستثناء أصغرها مصالح من أمريكا الشمالية وأمريكا الجنوبية وأوروبا وآسيا وأفريقيا. اكتسبت بورصة ساو باولو للأوراق المالية أهمية عالمية، وتنافس الخدمات المالية المتنوعة تلك الموجودة في المراكز العالمية الأخرى. لا تقل أهمية من حيث التوظيف عن البيع في الشوارع والبيع المتجول ومتاجر الأحياء. ومع ذلك فقد انتشرت مراكز التسوق الضخمة بالقرب من الأحياء السكنية، كما أن صناعات الخدمات الجديدة التي ولّدها عصر الكمبيوتر توفر فرص عمل متزايدة للعدد الكبير من الخريجين الذين أنتجتهم جامعات ومعاهد ساو باولو العديدة.

## التجارة العالمية
اعتبارًا من عام 2014 عدت ساو باولو ثالث أكبر بلدية مصدرة في البرازيل بعد باراوابيباس وريو دي جانيرو. في ذلك العام بلغ إجمالي صادرات ساو باولو 7.32 مليار دولار أمريكي أو 3.02٪ من إجمالي صادرات البرازيل. أهم خمس سلع مادية صدرتها ساو باولو هي فول الصويا (21٪)، السكر الخام (19٪)، القهوة (6.5٪)، لب الخشب الكيميائي كبريتات (5.6٪)، والذرة (4.4٪).